# Championnats du monde de ski nordique 1999
Championnats du monde de ski nordique. L'édition 1999 s'est déroulée à Ramsau (Autriche) du 19 février au 28 février.

## Ski de fond

### Hommes
| Épreuve                                     | Or                                                                          | Argent                                                          | Bronze                                                         |
| février : Ski de fond 10 km classique H     | Mika Myllylä                                                                | Alois Stadlober                                                 | Odd-Bjørn Hjelmeset                                            |
| 22 février : Ski de fond 25 km poursuite H  | Thomas Alsgaard                                                             | Mika Myllylä                                                    | Fulvio Valbusa                                                 |
| 19 février : Ski de fond 30 km libre H      | Mika Myllylä                                                                | Thomas Alsgaard                                                 | Bjørn Dæhlie                                                   |
| 28 février : Ski de fond 50 km classique H  | Mika Myllylä                                                                | Andrus Veerpalu                                                 | Mikhail Botvinov                                               |
| 24 février : Ski de fond relais 4 × 10 km H | Autriche Alois Stadlober Markus Gandler Mikhail Botvinov Christian Hoffmann | Norvège Espen Bjervig Erling Jevne Bjørn Dæhlie Thomas Alsgaard | Italie Giorgio di Centa Fabio Maj Fulvio Valbusa Silvio Fauner |

### Femmes
| Épreuve                                    | Or                                                                  | Argent                                                                         | Bronze                                                          |
| 22 février : Ski de fond 5 km classique F  | Bente Skari                                                         | Olga Danilova                                                                  | Kateřina Neumannová                                             |
| 23 février : Ski de fond 15 km poursuite   | Stefania Belmondo                                                   | Nina Gawriljuk                                                                 | Iryna Terelja                                                   |
| 19 février : Ski de fond 15 km libre F     | Stefania Belmondo                                                   | Kristina Šmigun                                                                | Maria Theurl                                                    |
| 27 février : Ski de fond 30 km classique F | Larisa Lazutina                                                     | Olga Danilova                                                                  | Kristina Šmigun                                                 |
| 26 février : Ski de fond relais 4 × 5 km F | Russie Olga Danilova Larisa Lazutina Anfisa Reztsova Nina Gawriljuk | Italie Sabina Valbusa Gabriella Paruzzi Antonella Confortola Stefania Belmondo | Allemagne Viola Bauer Ramona Roth Evi Sachenbacher Sigrid Wille |

## Combiné nordique
| Épreuve                                     | Or                                                                       | Argent                                                                                | Bronze                                                                          |
| 27 février :Combiné nordique (K90 / 7,5 km) | Bjarte Engen Vik                                                         | Mario Stecher                                                                         | Kenji Ogiwara                                                                   |
| 20 février :Combiné nordique (K90 / 15 km)  | Bjarte Engen Vik                                                         | Samppa Lajunen                                                                        | Dmitri Sinizyn                                                                  |
| 25 février :Combiné nordique par équipe     | Finlande- Hannu Manninen - Tapio Nurmela - Jari Mantila - Samppa Lajunen | Norvège- Fred-Børre Lundberg - Trond Einar Elden - Bjarte Engen Vik - Kenneth Braaten | Russie- Nikolaï Parfionov - Alexey Fadeyev - Valerij Stoljarov - Dmitri Sinizyn |

## Saut à ski
| Épreuve                                  | Or                                                                    | Argent                                                                 | Bronze                                                                                |
| 26 février : Saut à ski K90              | Kazuyoshi Funaki                                                      | Hideharu Miyahira                                                      | Masahiko Harada                                                                       |
| 21 février : Saut à ski K120             | Martin Schmitt                                                        | Sven Hannawald                                                         | Hideharu Miyahira                                                                     |
| 20 février : Saut à ski K120 par équipes | Allemagne Sven Hannawald Christof Duffner Dieter Thoma Martin Schmitt | Japon Noriaki Kasai Hideharu Miyahira Masahiko Harada Kazuyoshi Funaki | Autriche Andreas Widhölzl Martin Höllwarth Reinhard Schwarzenberger Stefan Horngacher |

## Récapitulatif des médailles par pays
| Rang | Nations            | Médaille d'or | Médaille d'argent | Médaille de bronze | Total |
| ---- | ------------------ | ------------- | ----------------- | ------------------ | ----- |
| 1    | Norvège            | 4             | 3                 | 2                  | 9     |
| 2    | Finlande           | 4             | 2                 | 0                  | 6     |
| 3    | Russie             | 2             | 3                 | 2                  | 7     |
| 4    | Italie             | 2             | 1                 | 2                  | 5     |
| 5    | Allemagne          | 2             | 1                 | 1                  | 4     |
| 6    | Autriche           | 1             | 2                 | 3                  | 6     |
| -    | Japon              | 1             | 2                 | 3                  | 6     |
| 8    | Estonie            | 0             | 2                 | 1                  | 3     |
| 9    | République tchèque | 0             | 0                 | 1                  | 1     |
| -    | Ukraine            | 0             | 0                 | 1                  | 1     |